# Conacul Betegh din Câmpia Turzii
Conacul Betegh din str. Teilor nr. 10 din Câmpia Turzii, județul Cluj, este înscris pe lista monumentelor istorice din județul Cluj (cod LMI CJ-II-m-B-07557) elaborată de Ministerul Culturii din România în anul 2015.

## Istoric
Printre construcțiile civile mai vechi din Ghiriș-Sâncrai (azi înglobat în Câmpia Turzii, cartierul Sâncrai) se înscrie și acest conac, construit de către familia contelui Thoroczkai (mai târziu cumpărat de familia nobilului Betegh, de la care a preluat numele actual). A fost construit cu obișnuitul peristil de coloane albe la intrare. 

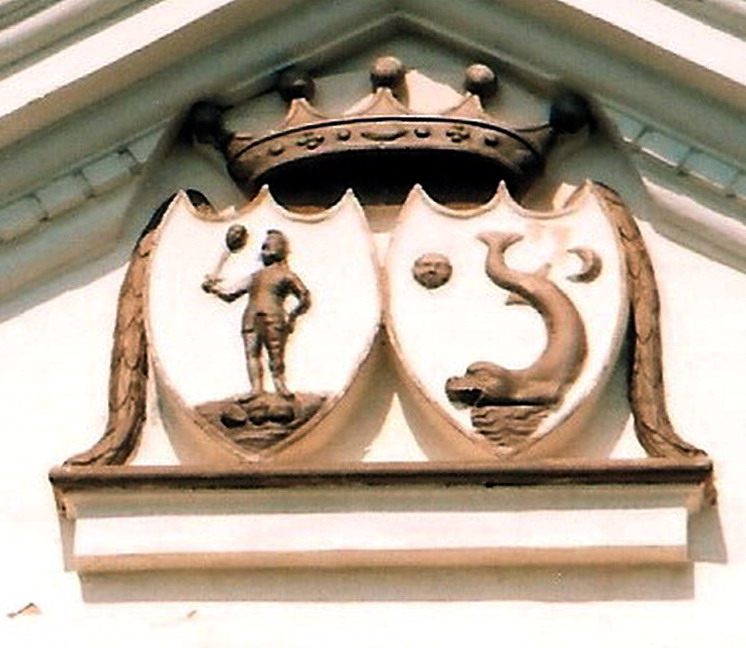
Blazoanele nobiliare ale fam. Betegh

Perechea de ctitori a dispus înscrierea blazoanelor nobiliare, atât cel al familiei soțului, cât și al familiei soției, iar sub blazoane era înscris anul construirii: MDCCCXXVIII (1828), anul fiind în prezent șters. Pe blazonul din stânga apare un luptător care ține în mână o sabie, în care este înfipt un cap de animal. Pe blazonul din dreapta apare peștele somn, soarele și luna (ultimele două apar și pe steagul secuilor). Prezentarea unor blazoane alăturate semnifică unirea sau contopirea a două familii nobiliare. Coroana de deasupra blazoanelor reprezintă supunerea familiilor nobiliare regalității (regatul ungar sau monarhia habsburgică).
În prezent clădirea este sediul Grădiniței de Copii nr. 3 "Pinocchio".

## Galerie de imagini

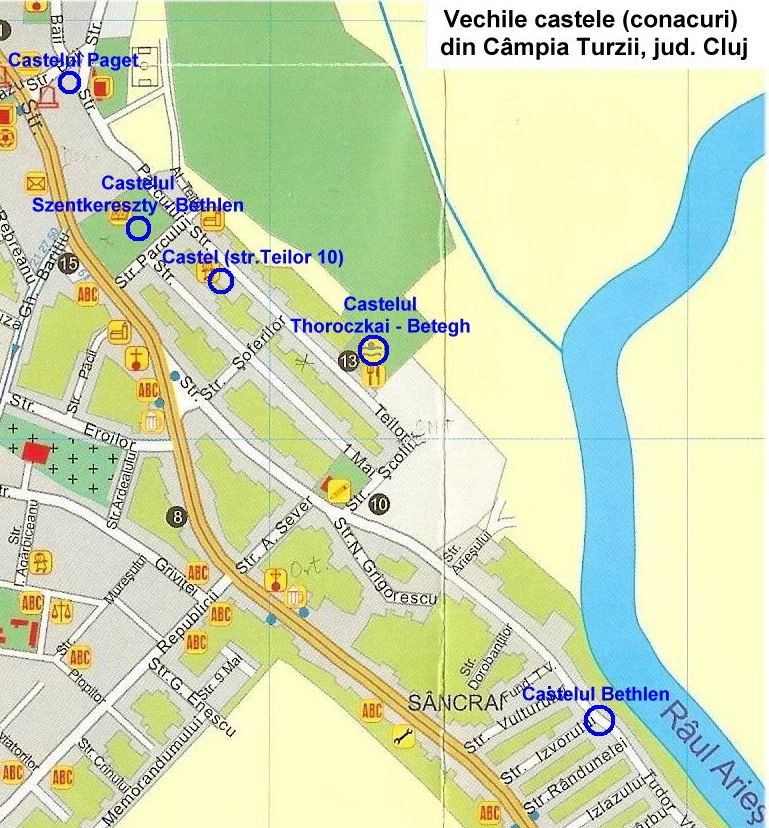
Harta cu vechile castele (conace) din Câmpia Turzii
Conacul Betegh din str.Teilor nr.10 (peristilul de coloane de la intrarea în conac)
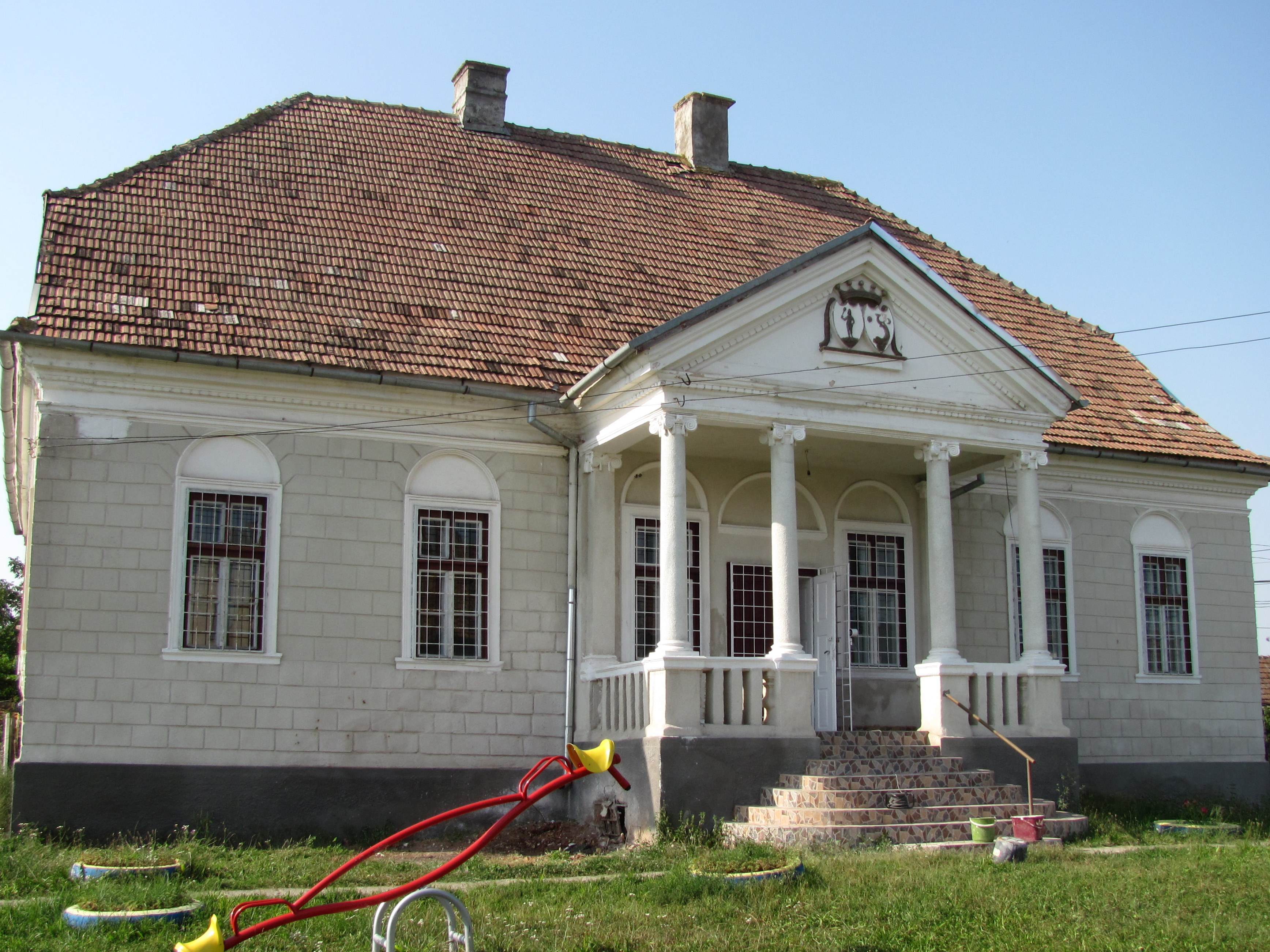
Grădinița "Pinochio" (imagine din anul 2011)
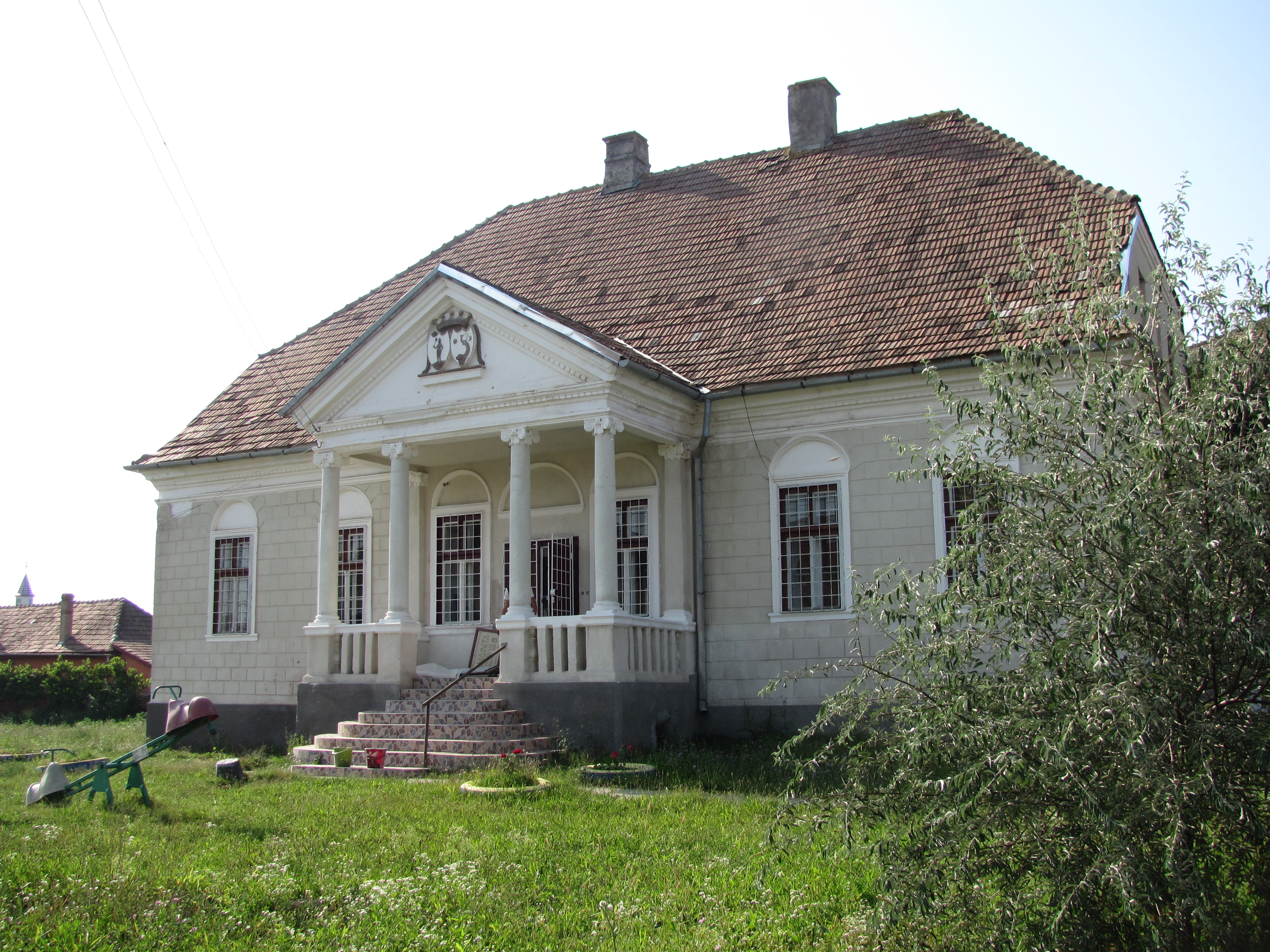
Grădinița "Pinochio" (imagine din anul 2011)
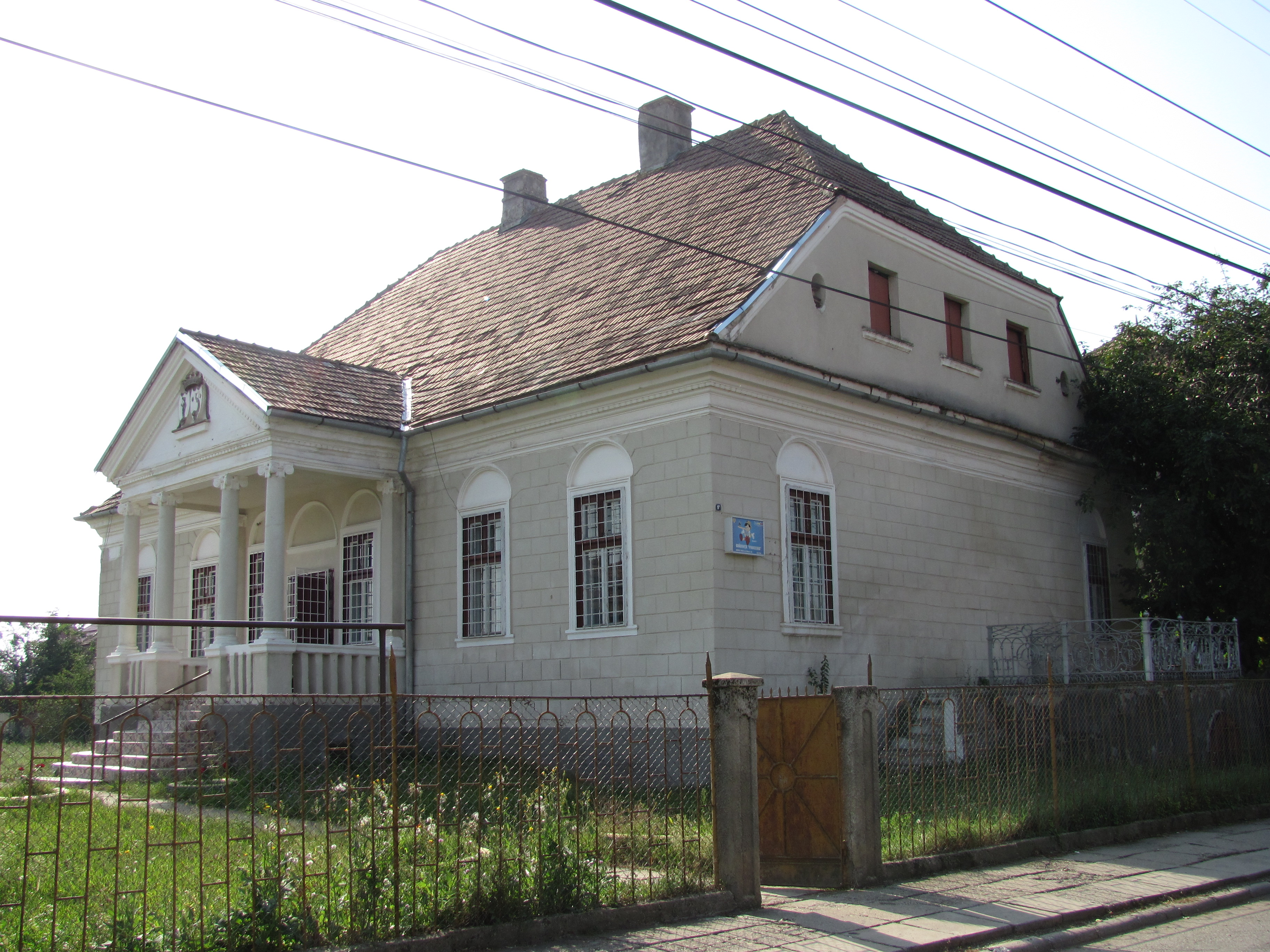
Grădinița "Pinochio" (imagine din anul 2011)
Blazoanele de pe peristil ale familiei
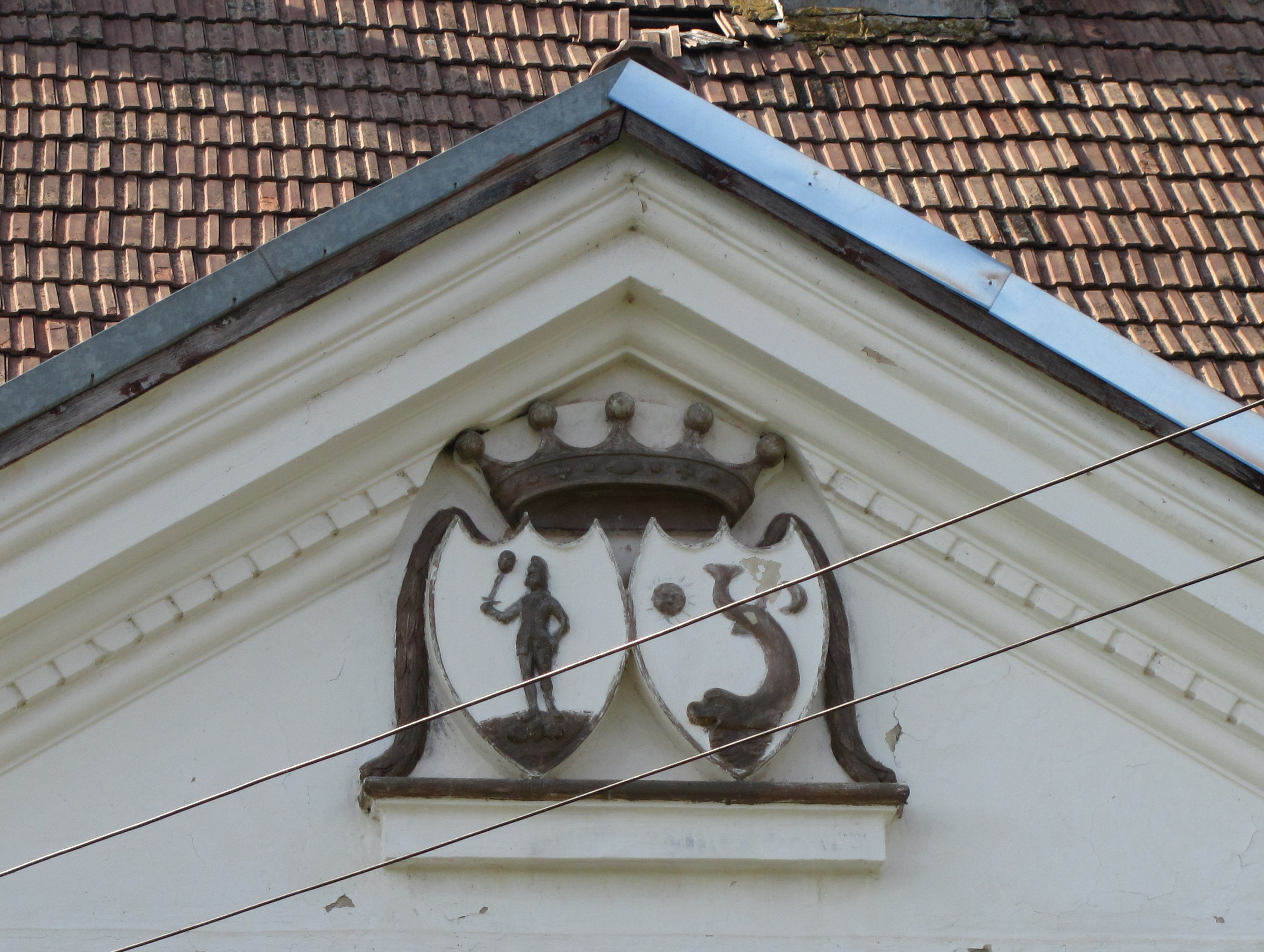
Cele 2 blazoane ale familiei Betegh (imagine din anul 2011)